# One Nation Underground
One Nation Underground is het derde officiële album van de Zuid-Amerikaanse nu-metalband Ill Niño. Dit album is een stuk ruiger dan zijn voorganger, Confession.

## Tracklist
1. This is War
2. My Resurrection
3. What You Deserve
4. Turns To Grey
5. De La Vida
6. La Liberaciòn of our Awakening
7. All I Ask For
8. Corazon of Mine
9. Everything Beautiful
10. In This Moment
11. My Pleasant Torture
12. Barely Breathing
13. Violent Saint
14. Frustrated (Alleen op de Japanse versie)

## Singles
- What You Deserve
- This Is War